# Barbara Babcock
Barbara Babcock (Fort Riley, 27 febbraio 1937) è un'attrice statunitense, che ha lavorato principalmente in televisione.

## Biografia
Figlia di un generale dell'Arma degli Stati Uniti, crebbe a Tokyo. È nota al pubblico italiano grazie al ruolo di Dorothy Jennings ne La signora del West, ma anche per essere apparsa in altre celebri serie tra cui Star Trek (1967), Dallas e La signora in giallo. Ha interpretato anche Nora Christie in Cuori ribelli (1992), al fianco di Nicole Kidman e Tom Cruise. È stata sposata dal 1962 al 1968 con l'attore Jay Sheffield.

## Filmografia

### Cinema
- L'ultimo colpo in canna (Day of the Evil Gun), regia di Jerry Thorpe (1968)
- Il pistolero di Dio (Heaven with a Gun), regia di Lee H. Katzin (1969)
- Batte il tamburo lentamente (Bang the Drum Slowly), regia di John D. Hancock (1973)
- Chosen Survivors, regia di Sutton Roley (1974)
- The Black Marble, regia di Harold Becker (1980)
- Back Roads, regia di Martin Ritt (1981)
- Cavalli di razza (The Lords of Discipline), regia di Franc Roddam (1983)
- Due vite in una (That Was Then... This Is Now), regia di Christopher Cain (1985)
- Innamorati pazzi (Happy Together), regia di Mel Damski (1989)
- Il cuore di Dixie (Heart of Dixie), regia di Martin Davidson (1989)
- Cuori ribelli (Far and Away), regia di Ron Howard (1992)
- Space Cowboys, regia di Clint Eastwood (2000)
- How William Shatner Changed the World, regia di Julian Jones - documentario (2005)

### Televisione
- The United States Steel Hour - serie TV, episodio 4x02 (1956)
- Sunday Showcase - serie TV, episodio 1x30 (1961)
- Combat! - serie TV, episodio 1x25 (1963)
- The Many Loves of Dobie Gillis - serie TV, episodio 4x36 (1963)
- The Lieutenant - serie TV, episodio 1x07 (1963)
- I mostri (The Munsters) - serie TV, episodio 1x20 (1965)
- Il Calabrone Verde (The Green Hornet) - serie TV, episodio 1x05-1x18 (1966-1967)
- The Lucy Show - serie TV, episodio 6x05 (1967)
- Missione impossibile (Mission: Impossible) - serie TV, episodio 3x06 (1968)
- Tre nipoti e un maggiordomo (Family Affair) - serie TV, episodio 3x17 (1969)
- Star Trek - serie TV, 6 episodi (1967-1969)
- In nome della giustizia (The Bold Ones: The Protectors) - serie TV, episodio 1x04 (1970)
- Gli eroi di Hogan (Hogan's Heroes) - serie TV, episodi 3x10-4x26-6x02 (1967-1970)
- The Last Child, regia di John Llewellyn Moxey - film TV (1971)
- Mistero in galleria (Night Gallery) - serie TV, episodio 1x14 (1971)
- F.B.I. (The F.B.I.) - serie TV, episodio 7x22 (1972)
- Sesto senso (The Sixth Sense) - serie TV, episodio 2x01 (1972)
- Detective anni trenta (Banyon) - serie TV, episodio 1x08 (1972)
- Cannon - serie TV, episodio 2x15 (1973)
- Shaft - serie TV, episodio 1x01 (1973)
- Love, American Style - serie TV, episodio 5x07 (1973)
- Mannix - serie TV, 4 episodi (1968-1973)
- Medical Center - serie TV, episodio 5x11 (1973)
- Le strade di San Francisco (The Streets of San Francisco) - serie TV, episodio 4x12 (1975)
- Aspettando il domani (Search for Tomorrow) - serie TV (1976)
- Starsky & Hutch (Starsky and Hutch) - serie TV, episodio 1x19 (1976)
- Ultimo indizio (Jigsaw John) - serie TV, episodio 1x13 (1976)
- McMillan e signora (McMillan & Wife) - serie TV, episodio 6x05 (1977)
- Quincy (Quincy M.E.) - serie TV, episodio 2x08 (1977)
- Professione medico (Rafferty) - serie TV, episodio 1x03 (1977)
- Agenzia Rockford (The Rockford Files) - serie TV, episodio 4x08 (1977)
- Christmas Miracle in Caufield, U.S.A., regia di Jud Taylor - film TV (1977)
- La fuga di Logan (Logan's Run) - serie TV, episodio 1x12 (1978)
- Operating Room, regia di Bruce Paltrow - film TV (1978)
- The White Shadow - serie TV, episodio 1x13 (1979)
- Survival of Dana, regia di Jack Starrett - film TV (1979)
- Paris - serie TV, episodio 1x01 (1979)
- Le notti di Salem (Salem's Lot), regia di Tobe Hooper - miniserie TV (1979)
- Benson - serie TV, episodio 2x05 (1980)
- Flo - serie TV, episodio 2x15 (1981)
- Taxi - serie TV, episodio 4x06 (1981)
- La legge di McClain (McClain's Law) - serie TV, episodio 1x04 (1981)
- Il meglio del west (Best of the West) - serie TV, episodio 1x14 (1982)
- Dallas - serie TV, 16 episodi (1978-1982)
- Memories Never Die, regia di Sandor Stern - film TV (1982)
- Cin cin (Cheers) - serie TV, episodio 1x13 (1983)
- Quarterback Princess, regia di Noel Black - film TV (1983)
- I magnifici sei (The Four Seasons) - serie TV, 13 episodi (1984)
- Attack on Fear, regia di Mel Damski - film TV (1984)
- Hotel - serie TV, episodio 2x10 (1985)
- Crazy Like a Fox - serie TV, episodio 1x11 (1985)
- Mary - serie TV, episodio 1x11 (1986)
- Ultime notizie (News at Eleven), regia di Mike Robe - film TV (1986)
- Mr. Sunshine - serie TV, 11 episodi (1986)
- Alfred Hitchcock presenta (Alfred Hitchcock Presents) - serie TV, episodio 2x02 (1987)
- Mai dire sì (Remington Steele) - serie TV, episodi 5x05-5x06 (1987)
- Hill Street giorno e notte (Hill Street Blues) - serie TV, 17 episodi (1981-1987)
- Provaci ancora, Harry (The Law and Harry McGraw) - serie TV, 16 episodi (1987-1988)
- Perry Mason: Furto d'autore, regia di Christian I. Nyby II - film TV (1990)
- Il cane di papà (Empty Nest) - serie TV, episodi 1x11-2x17 (1989-1990)
- Un nonno, quattro nipoti e un cane (A Family for Joe), regia di Jeff Melman - film TV (1990)
- Cuori senza età (The Golden Girls) - serie TV, episodio 5x21 (1990)
- China Beach - serie TV, episodio 3x21 (1990)
- Wings - serie TV, episodio 2x20 (1991)
- Jack's Place - serie TV, episodio 2x04 (1993)
- Sisters - serie TV, episodio 3x22 (1993)
- La signora in giallo (Murder, She Wrote) - serie TV, 5 episodi (1985-1993)
- Fugitive Nights: Danger in the Desert, regia di Gary Nelson - film TV (1993)
- A Mother's Instinct, regia di Sam Pillsbury - film TV (1996)
- Childhood Sweetheart?, regia di Marcus Cole - film TV (1997)
- La signora del West (Dr. Quinn, Medicine Woman) - serie TV, 100 episodi (1993-1998)
- Chicago Hope - serie TV, episodi 4x23-5x09 (1998)
- USMA West Point, regia di Chuck Bowman - film TV (1998)
- Dr. Quinn - Il film (Dr. Quinn, Medicine Woman - The Movie), regia di James Keach - film TV (1999)
- A Vow to Cherish, regia di John Schmidt - film TV (1999)
- Jarod il camaleonte (The Pretender) - serie TV, episodi 4x16-4x17 (2000)
- Frasier - serie TV, episodio 8x17 (2001)
- Pasadena - serie TV, 8 episodi (2001-2002)
- Mamma, ho allagato la casa (Home Alone 4: Taking Back the House), regia di Rod Daniel - film TV (2002)
- Giudice Amy (Judging Amy) - serie TV, episodi 4x10-5x21 (2002-2004)

## Doppiatrici italiane
- Loretta Stroppa in Cuori Ribelli
- Maria Teresa Letizia ne La signora del West (1ª voce)
- Annamaria Mantovani ne La signora del West (2ª voce), Dr. Quinn - Il film
- Rosetta Salata in Star Trek
- Flaminia Jandolo in Starsky e Hutch
- Liliana Jovino in Dallas
- Anna Rita Pasanisi in Alfred Hitchcock presenta
- Angiola Baggi in Provaci ancora, Harry
- Aurora Cancian in Mamma, ho allagato la casa

## Riconoscimenti
- Nel 1981 ha vinto un Emmy Award come migliore attrice protagonista in una serie drammatica per il suo ruolo di Grace Gardner in Hill Street giorno e notte (Hill Street Blues).
- Nel 1994 è stata eletta dalla rivista People una delle 50 persone più belle del mondo.